# Sv. Vrh
Sv. Vrh je naselje u slovenskoj Općini Mokronog - Trebelnu. Sv. Vrh se nalazi u pokrajini Dolenjskoj i statističkoj regiji Donjoposavskoj regiji. 

## Stanovništvo
Prema popisu stanovništva iz 2002. godine naselje je imalo 92 stanovnika.